# Шинцель, Владислав
Владислав Шинцель (пол. Władysław Schinzel; род. 22 мая 1943, Варшава) — польский шахматист, международный мастер (1979).
Многократный участник личных чемпионатов Польши, однако призовые места не занимал. Лучшее достижение — 5-е место в 36-м чемпионате (1979) в г. Тарнуве.
В составе различных клубов участник командных чемпионатов Польши в 1962—1963, 1965—1967, 1969, 1975—1977, 1980—1981 гг. Наибольших успехов достиг в составе команды «WKSz Legion» (г. Варшава): трижды становился победителем данного соревнования (1963, 1967 и 1969), дважды выигрывал серебряные медали (1962 и 1965) и один раз стал бронзовым призёром чемпионата (1966). Помимо этого, в 1965 году завоевал золотую медаль в индивидуальном зачёте (играл на запасной доске).
По состоянию на май 2021 года не входил в число  активных польских шахматистов, имел рейтинг 2380 пунктов и занимал 108-ю позицию в национальном рейтинг-листе.

## Изменения рейтинга
| Графики недоступны из-за технических проблем. См. информацию на Фабрикаторе и на mediawiki.org. |

## Личная жизнь
Владислав Шинцель является младшим братом математика Анджея Шинцеля (1937-2021).